# SN 2010kq
SN 2010kq – supernowa typu Ia odkryta 7 grudnia 2010 roku w galaktyce UGC 1769. W momencie odkrycia miała maksymalną jasność 18,30m.